# David Brooks
David Robert Brooks (8 de juliol de 1997) és un futbolista professional gal·lès que juga de centrecampista per l'AFC Bournemouth anglès i per l'equip nacional gal·lès.